# On the Loose (EP)
On the Loose – minialbum zespołu Europe wydany w 1985 roku. Album zawierał soundtrack do filmu pod tym samym tytułem. Dwa pierwsze utwory zostały później ponownie nagrane na potrzeby albumu The Final Countdown.

## Lista utworów
1. "Rock the Night" (4:09)
2. "On the Loose" (2:34)
3. "Broken Dreams" (4:23)

## Wykonawcy
- Joey Tempest – wokal (1, 2, 3), gitara, gitara basowa, instrumenty klawiszowe, automat perkusyjny (2, 3)
- John Norum – gitara (1, 2)
- John Levén – gitara basowa (1)
- Mic Michaeli – instrumenty klawiszowe (1)
- Ian Haugland – perkusja (1)